# 임상층

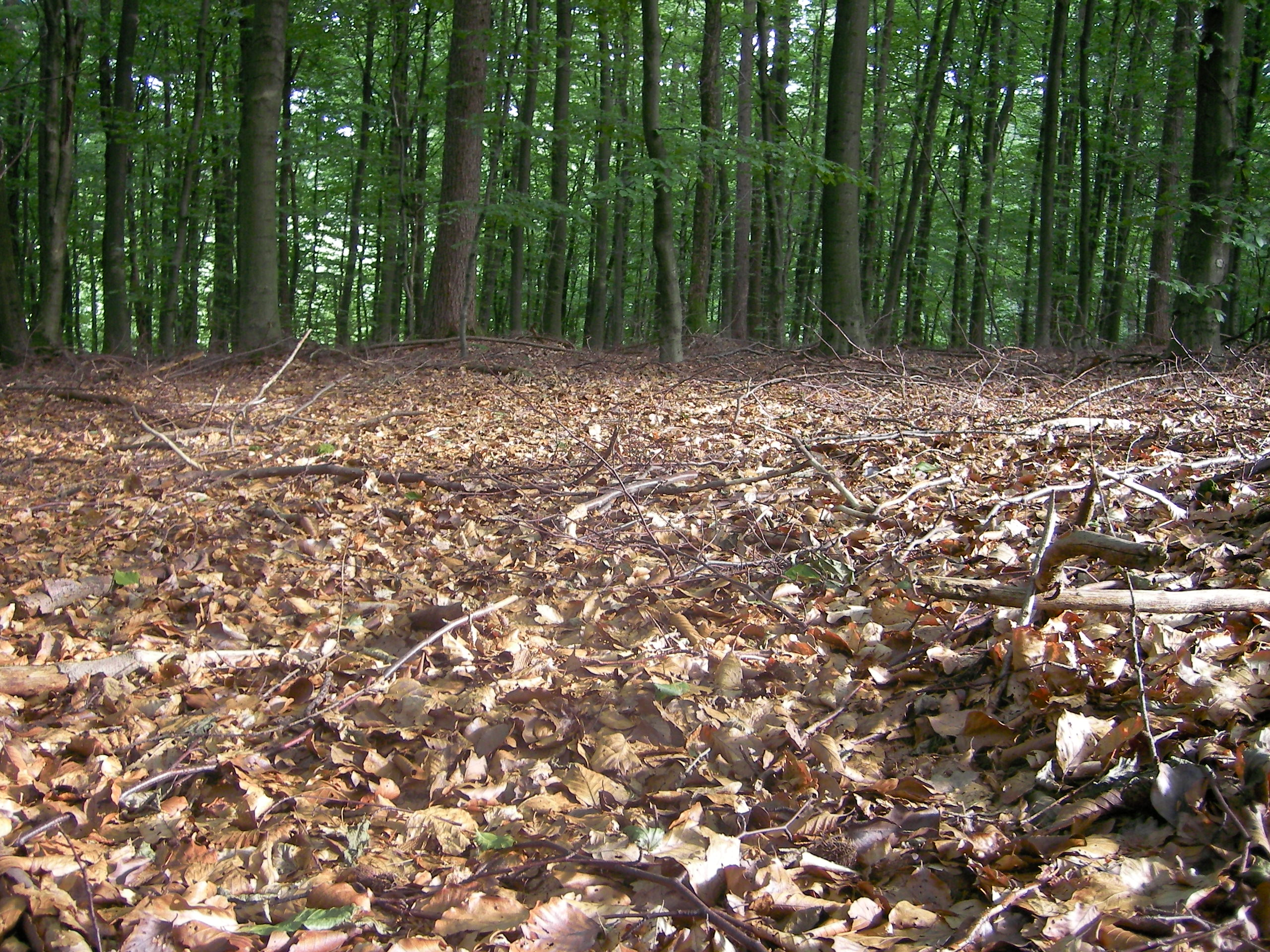
온대 활엽수림의 임상층.

임상층(forest floor)은 숲의 층상구조에서 초본층 이하 가장 아래층이다. 한마디로 땅바닥.
흙바닥 위에 낙엽, 나뭇가지, 목피 등 죽은 식물이 쌓여있는 층으로, 주로 살아 있는 크고 작은 식물들로 이루어진 다른 층들에 비해 차이점이 두드러진다. 무수히 많은 포식자와 분해자가 이 흙 속에 우글거리는 생물다양성의 보고이기도 하다. 이런 임상층 생물다양성은 기후가 따뜻할수록 높아진다.

## 같이 보기
- 숲의 층상구조